# ناشر الغابات
ناشر الغابات (الاسم العلمي:Naja melanoleuca) (بالإنجليزية: Forest cobra)‏ هو نوع من الزواحف تتبع جنس الناشرات الحقيقية من فصيلة العرابيد.